# Numération indienne
Cette page contient des caractères spéciaux ou non latins. S’ils s’affichent mal (▯, ?, etc.), consultez la page d’aide Unicode.
Le sous-continent indien utilise un système de numération particulier hérité du système de numération védique. Il s'appuie sur un regroupement des décimales (au-delà de trois) par deux, là où les systèmes européens les groupent par trois. De plus, chaque alphabet utilise ses propres chiffres. Ce sont toutes des variantes graphiques du système de numération indo-arabe, dont font aussi partie nos chiffres arabes.

## Regroupement des décimales
Dans les pays concernés (Inde, Pakistan, Bangladesh, Népal, Sri Lanka et Bhoutan), on utilise couramment ce système de numération pour écrire les unités appelées (y compris en anglais) crore (10 millions) et lakh (100 000). Par exemple, 30 millions (3 crores) de roupies s'écrit « ₹3,00,00,000 » : les virgules séparent, de droite à gauche, les unités des milliers, les milliers des lakhs et les lakhs des crores. En notation française, on écrirait « 30 000 000 ₹ ».

## Chiffres indiens
Chaque alphabet du sous-continent possède sa propre graphie pour les chiffres. Les chiffres arabes orientaux, ainsi que les chiffres dits « arabes » utilisés en Occident, sont des évolutions du système indien.
| Valeur                  | 0 | 1 | 2 | 3 | 4 | 5 | 6 | 7 | 8 | 9 |
| ----------------------- | - | - | - | - | - | - | - | - | - | - |
| Gujarati                | ૦ | ૧ | ૨ | ૩ | ૪ | ૫ | ૬ | ૭ | ૮ | ૯ |
| Gurmukhi (Pendjabi)     | ੦ | ੧ | ੨ | ੩ | ੪ | ੫ | ੬ | ੭ | ੮ | ੯ |
| Devanagari (Hindi etc.) | ० | १ | २ | ३ | ४ | ५ | ६ | ७ | ८ | ९ |
| Oriya                   | ୦ | ୧ | ୨ | ୩ | ୪ | ୫ | ୬ | ୭ | ୮ | ୯ |
| Kannada                 | ೦ | ೧ | ೨ | ೩ | ೪ | ೫ | ೬ | ೭ | ೮ | ೯ |
| Bengali                 | ০ | ১ | ২ | ৩ | ৪ | ৫ | ৬ | ৭ | ৮ | ৯ |
| Malayalam               | ൦ | ൧ | ൨ | ൩ | ൪ | ൫ | ൬ | ൭ | ൮ | ൯ |
| Limbu                   | ᥆ | ᥇ | ᥈ | ᥉ | ᥊ | ᥋ | ᥌ | ᥍ | ᥎ | ᥏ |
| Tamoul                  | ௦ | ௧ | ௨ | ௩ | ௪ | ௫ | ௬ | ௭ | ௮ | ௯ |
| Telugu                  | ౦ | ౧ | ౨ | ౩ | ౪ | ౫ | ౬ | ౭ | ౮ | ౯ |
| Tibétain                | ༠ | ༡ | ༢ | ༣ | ༤ | ༥ | ༦ | ༧ | ༨ | ༩ |

## Système de numérotation
Voici une table comparant l'échelle indienne à l'échelle longue :
| Mot sanskrit       | Nombre indien                 |      | Nombre français                            |
| ------------------ | ----------------------------- | ---- | ------------------------------------------ |
| एक (Ek)            | 1                             | 100  | 1 (Un)                                     |
| दस (Das)           | 10                            | 101  | 10 (Dix)                                   |
| सौ (Sau)            | 100                           | 102  | 100 (Cent)                                 |
| सहस्त्र (Sahasra)    | 1.000                         | 103  | 1 000 (Mille)                              |
| लाख (Lakh)          | 1.00.000                      | 105  | 100 000 (Cent mille)                       |
| करोड़ (Crore)        | 1.00.00.000                   | 107  | 10 000 000 (Dix millions)                  |
| अरब (Arab)         | 1.00.00.00.000                | 109  | 1 000 000 000 (Un milliard)                |
| खरब (Kharab)       | 1.00.00.00.00.000             | 1011 | 100 000 000 000 (Cent milliards)           |
| नील (Neel)          | 1.00.00.00.00.00.000          | 1013 | 10 000 000 000 000 (Dix billions)          |
| पद्म (Padma)        | 1.00.00.00.00.00.00.000       | 1015 | 1 000 000 000 000 000 (Un billiard)        |
| शंख (Shankh)        | 1.00.00.00.00.00.00.00.000    | 1017 | 100 000 000 000 000 000 (Cent billiards)   |
| महाशंख (Mahaashankh) | 1.00.00.00.00.00.00.00.00.000 | 1019 | 10 000 000 000 000 000 000 (Dix trillions) |

Les nombres au-delà de arab sont peu employés et il existe des déformations argotiques de crore et de lakh.

## Généalogie des numérations indiennes

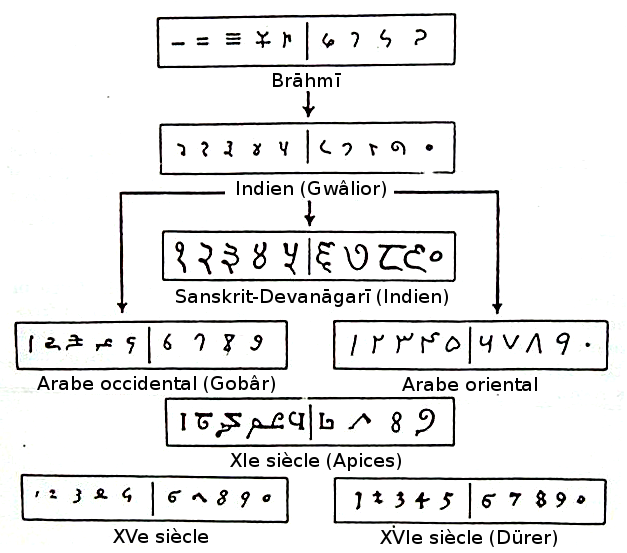
Généalogie et descendances des numérations indiennes (brahmi, gwalior, sanskrit-dévanagari) et arabes (d'après Datta et Singh 1935).